# Dima hladilorum
Dima hladilorum (лат.) — вид жуков-щелкунов (Elateridae) из подсемейства Dendrometrinae.

## Распространение
Встречается в Южной Европе: Греция (Parnassos Mt., до 1700 м).

## Описание
Взрослый жук имеет длину от 9,4 до 10 мм и ширину около 5 мм. Пронотум с редкой пунктировкой (блестящими интервалами) с полуотстоящим опушением по бокам. Скутеллюм выпуклый. Основная окраска тела коричневая. Вид был впервые описан в 1987 году немецким колеоптерологом Р. Шиммелем (Rainer Schimmel) и его итальянским коллегой Дж. Платиа (Giuseppe Platia), а его валидный статус подтверждён в ходе ревизии, проведённой в 2017 году энтомологами из Чехии (Josef Mertlik, Robin Kundrata) и Венгрии (Tamás Németh).